# Wyschtschetarassiwka
Wyschtschetarassiwka (ukrainisch Вищетарасівка; russisch Высшетарасовка Wysschetarassowka) ist ein Dorf in der ukrainischen Oblast Dnipropetrowsk mit etwa 3800 Einwohnern (2004).
Das 1740 von Saporoger Kosaken gegründete Dorf liegt am Ufer des zum Kachowkaer Stausee angestauten Dnepr und an der Territorialstraße T–0435, 38 km südlich vom ehemaligen Rajonzentrum Tomakiwka und etwa 120 km südlich der Oblasthauptstadt Dnipro.
Am 17. Mai 2017 wurde das Dorf ein Teil der Landgemeinde Myrowe, bis dahin bildete es die gleichnamige Landratsgemeinde Wyschtschetarassiwka (Вищетарасівська сільська рада/Wyschtschetarassiwska selyschtschna rada) im Süden des Rajons Tomakiwka.
Am 17. Juli 2020 kam es im Zuge einer großen Rajonsreform zum Anschluss des Rajonsgebietes an den Rajon Nikopol.